# Gaziantep
Gaziantep er en by i det sydlige Tyrkiet med et indbyggertal på 1.680.723 (2022), hvilket gør den til landets sjettestørste by. Byen er hovedstad i en provins der også hedder Gaziantep.